# Junci

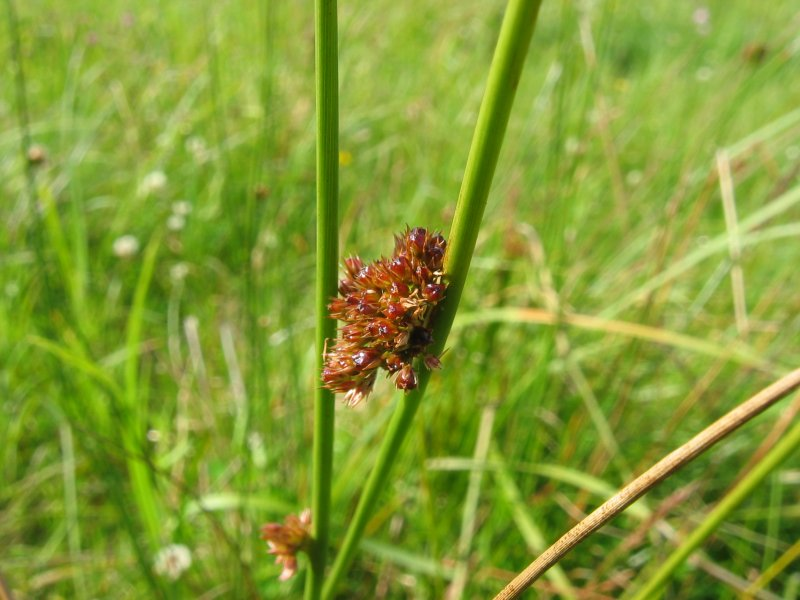
Juncus

Junci, na classificação taxonômica de Jussieu (1789), é uma ordem botânica da classe Monocotyledones com estames perigínicos (quando os estames se inserem à volta do nível do ovário).
Apresenta os seguintes gêneros:
- Eriocaulum, Restio, Xyris, Aphyllantes, Juncus, Rapatea, Pollia, Callisia, Commelina, Tradescantia, Butomus, Damasonium, Alisma, Sagittaria, Cabomba, Scheuchzeria, Triglochin, Arthecium, Elonias, Veratrum, Colchicum.